# Cafu Engine
Cafu Engine es un motor de videojuego desarrollado por Carsten Fuchs. Es un motor multiplataforma y actualmente arranca bajo Windows y Linux, con planes para Mac OS. El código fuente del motor está licenciado bajo la licencia GPL, sin embargo puede ser obtenido para su uso comercial

## Características

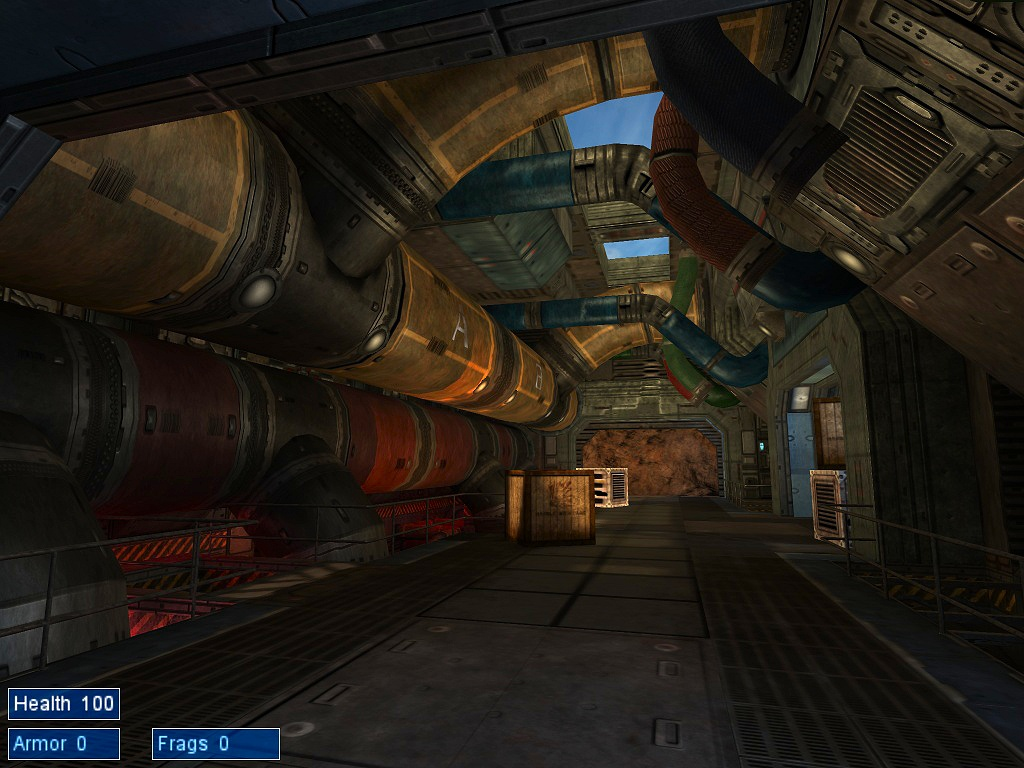
Una Representación de una Fábrica en Cafu Engine

En general, Cafú se construye con una arquitectura modular, de manera que se evite el programa construir bibliotecas que son específicos de un determinado sistema operativo, compilador, CPU o procesador gráfico. A tal efecto, el código fuente Cafú compila tanto como 32 -. Así como el software nativo de 64 bits.
- Los resúmenes Cafú motor a cabo la manipulación de materiales y objetos en su lugar utiliza la representación, lo que permite a los usuarios trabajar con sistemas gráficos diferentes, tales como OpenGL o DirectX.

- Física son manejados por un sistema interno para hacer frente a los desplazamientos humanos, y todo lo demás usos de bala, un motor de física libre, Cafú sincroniza los dos sistemas.

- La iluminación es a cargo de los cálculos de radiosidad, o la iluminación dinámica a través de volúmenes de sombra de la plantilla.

- Al igual que el sistema material, el sonido se extrae hacia fuera y puede soportar varias implementaciones como OpenAL y FMOD.

- Intrínsecamente diseñado para juegos en línea con múltiples jugadores a través de una red informática.

- Servidor de Juego que gestiona de forma centralizada el estado del juego y eventos, así como un cliente que se utiliza por los jugadores

### Scripts y Edición
Los Scripts de Cafu Engine, están escritos en lenguaje de programación Lua, estos scripts están dispersos por varias partes del código, permitiendo su fácil acceso y modificación para agregar características al juego

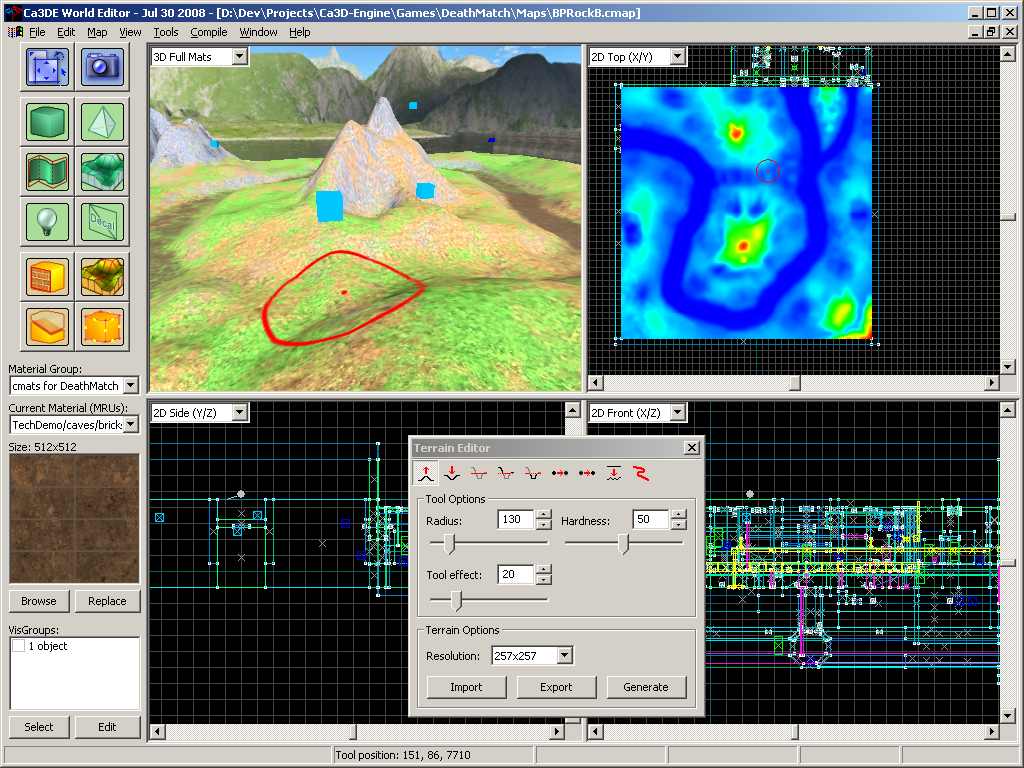
Un terreno que se está editando en el Editor CAWE

Cafu Incluye un editor Gráfico, CaWE, Este contiene todo lo necesario para crear nuevos niveles: Editor de Mapas, Editor de Gui's, Editor de Modelos 3D, Creador de Fuentes y Buscador de materiales.

## Licencia
El Código fuente de Cafu está disponible gratuitamente bajo la licencia GPL desde diciembre de 2009 Sino también está permitido su uso comercial (dual licensing) Así que los productores, o usuarios que buscan su uso comercial no es necesario que se acojan a las normas de GPL

## Aplicaciones y Revisiones
Cafu Engine ha sido utilizado en la fuerza aérea estadounidense para sus estudios acerca del trabajo visual de sus pilotos. Ha sido utilizado en múltiples estudios e investigaciones como simulaciones de luces artificiales y espacios urbanos y examinar come la luz es percibida por humanos y las influencias de la orientación nocturna en transeúntes y motoristas:
- Dennis Köhler, 2007: "Artificial light in urban space", presentation and movie report at the 8th Conference of European Architectural Endoscopy Association 2007, Moskau.[5]
- Stefan Hochstadt und Manfred Walz, 2008: "Wahrnehmung von Stadträumen bei Nacht: eine städtebauliche Grundlage zur Lichtplanung im öffentlichen Raum. (Percepción de espacios urbanos en la Noche: un desarrollo urbano basado por la iluminación cepillada en un espacio público.)" in: Eberhard Menzel (publisher): Research Report of the University of Applied Sciences and Arts of Dortmund, pages 52-56.[6]
- Dennis Köhler, 2009: "Artificially enlightened urban spaces at night – A matter of special importance for livable cities." in: György Széll & Ute Széll (eds.): Quality of Life & Working Life in Comparison. Peter Lang Verlag, Frankfurt am Main, Germany, pages 323-339.

Cafu Engine Ha sido Presentado y Revisado en las Siguientes publicaciones:
- Clemens Gleich: "Grafik-Engine", c't 14/2005, page 72, http://www.heise.de/kiosk/archiv/ct/2005/14 Archivado el 13 de enero de 2009 en Wayback Machine.
- Ralf Nebelo, Tobias Engler, Mathias Poets, Lars Bremer, Lukas Liebich: "Geburtstagsgeschenk" (special issue with DVD for the 25th jubilee), c't 24/2008, page 198, http://www.heise.de/kiosk/archiv/ct/2008/24 Archivado el 5 de junio de 2010 en Wayback Machine.